# Isla de Los Gatos
La isla de Los Gatos es el nombre que recibe un pequeño islote ubicado en el lago de Atitlán al suroccidente del país centroamericano de Guatemala en las coordenadas geográficas 14°39′N 91°14′O / 14.650, -91.233 y que administrativamente depende del departamento guatemalteco de Sololá. Se localiza 76 kilómetros al oeste de la capital del país la Ciudad de Guatemala, y 137 kilómetros al suroeste del centro geográfico de Guatemala. La localidad más cercana es Santiago Atitlán. Al oeste, fuera del islote, se encuentra el volcán San Pedro, mientras que al este se localiza el volcán Toliman.